# Non Non Biyori
Non Non Biyori (яп. のんのんびより Нон нон биёри) — комедийная манга за авторством Атто, выходившая с 2009 по 2021 годы, и её аниме-адаптации. Аниме-сериал на основе манги выпускается с 2013 года студией Silver Link, вышло 3 сезона и несколько OVA. Также был снят анимационный полнометражный аниме-фильм, премьера которого в Японии состоялась 25 августа 2018 года. История о буднях сельской глубинки разворачивается в том же сеттинге, что и предыдущая работа автора — Toko-toko & Yume no Yume.

## Сюжет
Сюжет разворачивается в отдаленной деревеньке Асахигаока, в школе, где учится всего пять учеников, причем каждый — на разном году обучения. Хотару Итидзё, пятиклассница из Токио, переводится в Асахигаоку и начинает свою деревенскую жизнь с новыми друзьями.

## Персонажи
Хотару Итидзё (яп. 一条 蛍 Итидзё: Хотару) — пятый класс начальной школы. Родилась 28 мая. Из-за обстоятельств, связанных с работой родителей, была вынуждена перевестись из Токио в деревенскую глубинку Асахигаоки. Обладает высоким для своего возраста ростом, обожает маленькую Комари, и даже сшила коллекцию плюшевых кукол в виде Комари для того, чтобы украсить свою комнату. До своего переезда несколько раз бывала в Асахигаоке, приезжая в гости к родственникам. Имеет собаку породы корги по кличке Пэти.
Сэйю: Риэ Муракава
Рэнгэ Мияути (яп. 宮内 れんげ Мияути Рэнгэ) — первый класс начальной школы. Третья, самая младшая, дочь в семье Мияути. Несмотря на свой юный возраст, весьма проницательна. Любит ухаживать за питомцами в школьном питомнике и держит дома енотовидную собаку по имени Гу.
Сэйю: Котори Коиваи
Нацуми Косигая (яп. 越谷 夏海 Косигая Нацуми) — первый класс средней школы. Младшая сестра Комари, хотя выше её ростом. Непослушная и беззаботная, часто спорит с матерью, разыгрывает свою сестру и неважно учится в школе.
Сэйю: Аянэ Сакура
Комари Косигая (яп. 越谷 小鞠 Косигая Комари) — второй класс средней школы, старшая сестра Нацуми. Стесняется своего малого роста и часто напоминает, что по возрасту она старше других. Наивна и легко пугается, чем часто пользуется Нацуми.
Сэйю: Кана Асуми
Кадзухо Мияути (яп. 宮内 一穂 Мияути Кадзухо) — старшая сестра Рэнгэ, единственный учитель в местной школе. Ей 24 года, очень любит спать и частенько дремлет, пока ученики сами изучают материал.
Сэйю: Каори Надзука
Сугуру Косигая (яп. 越谷 卓 Косигая Сугуру) — старший брат Нацуми и Комари. Учится в третьем классе средней школы. 15 лет. День рождения 11 апреля. Талантлив в области искусств, например может сделать экшен-фигурку из обычного пластилина, хорошо играет на гитаре. Молчалив. Молчание этого персонажа используется автором как повторяющийся комедийный элемент сюжета.
Каэдэ Кагаяма (яп. 加賀山 楓 Кагаяма Каэдэ) — 20-летняя выпускница филиала школы Асахигаока, которая управляет местной кондитерской. В результате все персонажи, и Ренге в частности, называют ее "Дагаши-я" (駄菓子屋, букв. "Конфетчица"). В ее магазине также работает прокат лыж и служба почтовых заказов.
Сэйю: Рина Сато

## Медиа

### Манга
Оригинальная манга за авторством Атто выходила в журнале Comic Alive издательства Media Factory с ноябрьского выпуска 2009 года, вышедшего 26 сентября 2009 года, до апрельского 2021 года, поступившего в продажу 26 февраля 2021 года. 120 глав были собраны и изданы в виде 16 танкобонов.
В 16 томе, вышедшем 23 марта 2021 года, было опубликовано сообщение о выпуске спин-офф мини-манги Non Non Biyori Remember также в Monthly Comic Alive.
За пределами Японии оригинальная манга была лицензирована Seven Seas Entertainment в Северной Америке.
| Том |                       |                        |              |
| Том | Дата выхода           | ISBN                   | Главы        |
| --- | --------------------- | ---------------------- | ------------ |
| 1   | 31 марта 2010 года    | ISBN 978-4-8401-2996-1 | 01 — 09      |
| 2   | 22 декабря 2010 года  | ISBN 978-4-8401-3716-4 | 10 — 17      |
| 3   | 31 октября 2011 года  | ISBN 978-4-8401-4050-8 | 18 — 25      |
| 4   | 23 июля 2012 года     | ISBN 978-4-8401-4496-4 | 26 — 33      |
| 5   | 23 февраля 2013 года  | ISBN 978-4-8401-5001-9 | 34 — 40      |
| 6   | 21 сентября 2013 года | ISBN 978-4-8401-5322-5 | 41 — 47      |
| 7   | 23 июля 2014 года     | ISBN 978-4-0406-6272-5 | 48 — 55      |
| 8   | 23 марта 2015 года    | ISBN 978-4-0406-7239-7 | 56 — 62      |
| 8.5 | 13 сентября 2015 года | ISBN 978-4-0406-7554-1 | Путеводитель |
| 9   | 22 декабря 2015 года  | ISBN 978-4-0406-7860-3 | 63 — 69      |
| 10  | 23 сентября 2016 года | ISBN 978-4-0406-8542-7 | 70 — 76      |
| 11  | 23 мая 2017 года      | ISBN 978-4-0406-9252-4 | 77 — 83      |
| 12  | 23 февраля 2018 года  | ISBN 978-4-0406-9686-7 | 84 — 91      |
| 13  | 21 ноября 2018 года   | ISBN 978-4-040651-80-4 | 92 — 98      |
| 14  | 23 августа 2019 года  | ISBN 978-4-040640-16-7 | 99 — 106     |
| 15  | 23 мая 2020 года      | ISBN 978-4-040646-34-3 | 107 — 114    |
| 16  | 23 марта 2021 года    | ISBN 978-4-046803-08-5 | 115 — 120    |
| R   | 23 марта 2022 года    | ISBN 978-4-04-681161-5 | Спин-офф     |

### Аниме-сериал
| Список серий первого сезона | Список серий первого сезона                                                                    | Список серий первого сезона | Список серий первого сезона | Список серий первого сезона | Список серий первого сезона |
| № серии                     | Название                                                                                       | Режиссёр                    | Сценарист                   | Раскадровщик                | Трансляция в Японии         |
| --------------------------- | ---------------------------------------------------------------------------------------------- | --------------------------- | --------------------------- | --------------------------- | --------------------------- |
| 1                           | Появилась новая ученица, переведённая из другой школы «Тэнко:сэй-га кита» (転校生が来た)       | Синъя Кавамо                | Рэйко Ёсида                 | Синъя Кавамо                | 8 октября 2013 года         |
| 2                           | Прогулялись до лавки сладостей «Дагасия-ни итта» (駄菓子屋に行った)                            | Кадзуми Накано              | Рэйко Ёсида                 | Хироси Нисикиори            | 15 октября 2013 года        |
| 3                           | Сбежали из дому вместе с сестрёнкой «Нэ:тян то иэдэсита» (姉ちゃんと家出した)                  | Мацуо Асами                 | Фумихико Симо               | Ёсиаки Ивасаки              | 22 октября 2013 года        |
| 4                           | Начались летние каникулы «Нацуясуми-га хадзиматта» (夏休みがはじまった)                        | Канси Абэ                   | Рэйко Ёсида                 | Синъя Кавамо                | 29 октября 2013 года        |
| 5                           | Притворилась, будто забыла купальник «Мидзуги-о васурэта фури-о сита» (水着を忘れたふりをした) | Дзин Тамамура               | Юка Ямада                   | Масаюки Куросава            | 5 ноября 2013 года          |
| 6                           | Постаралась стать привидением «Обакэ-ни наттэ гамбатта» (おばけになってがんばった)             | Кодзи Саваи                 | Рэйко Ёсида                 | Кодзи Саваи                 | 12 ноября 2013 года         |
| 7                           | Сэмбэй превратился в карри «Сэмбэй-га карэ: ни натта» (せんべいがカレーになった)               | Дзюнъя Косиба               | Фумихико Симо               | Дзюнъя Косиба               | 19 ноября 2013 года         |
| 8                           | Приготовили еду в школе «Гакко:-дэ гохан-о тайта» (学校でごはんを炊いた)                       | Наоки Хориути               | Юка Ямада                   | Масаюки Куросава            | 26 ноября 2013 года         |
| 9                           | Попытались организовать фестиваль культуры «Бункасай-о яттэмита» (文化祭をやってみた)          | Дзюн Фукуда                 | Фумихико Симо               | Масаюки Куросава            | 3 декабря 2013 года         |
| 10                          | Встречали восход солнца в первый день нового года «Хацухинодэ-о мита» (初日の出を見た)         | Кодзи Саваи                 | Рэйко Ёсида                 | Кодзи Саваи                 | 10 декабря 2013 года        |
| 11                          | Построили «снежную хижину» «Камакура-о цукутта» (かまくらをつくった)                           | Роко Огивара                | Юка Ямада                   | Масаюки Куросава            | 17 декабря 2013 года        |
| 12                          | Снова наступила весна «Мата хару-га кита» (また春が来た)                                       | Дзюн Фукуда                 | Рэйко Ёсида                 | Синъя Кавамо                | 24 декабря 2013 года        |
| 13 (OVA)                    | Мы решили отправиться на Окинаву «Окинава э икукото-ни натта» (沖縄へ行くことになった)         | Синъя Кавамо                | Рэйко Ёсида                 | Синъя Кавамо                | 23 июля 2014 года           |

| Список серий второго сезона Non Non Biyori Repeat | Список серий второго сезона Non Non Biyori Repeat                                                      | Список серий второго сезона Non Non Biyori Repeat |
| № серии                                           | Название                                                                                               | Трансляция в Японии                               |
| ------------------------------------------------- | --- | ------------------------------------------------- |
| 1                                                 | Стала первоклассницей «Итинэнсэй-ни натта» (一年生になった)                                            | 7 июля 2015 года                                  |
| 2                                                 | Ходили смотреть на звёзды «Хоси-о ми-ни икутта» (星を見に行った)                                       | 14 июля 2015 года                                 |
| 3                                                 | Продемонстрировали готовность в праздничные дни «Рэнкю:тю:-ни яруки-о дасита» (連休中にやる気を出した) | 21 июля 2015 года                                 |
| 4                                                 | Сделали тэру-тэру-бодзу «Тэрутэру-бо:дзу-о цукутта» (てるてるぼうずを作った)                           | 28 июля 2015 года                                 |
| 5                                                 | Наелись окономияки «Окономияки-о табэта» (お好み焼きを食べた)                                          | 4 августа 2015 года                               |
| 6                                                 | We Made Friends With Fireflies «Hotaru to Nakayokunatta» (ホタルと仲よくなった)                        | 11 августа 2015                                   |
| 7                                                 | We Bravely Dove In «Omoikitte Tobikonda» (思い切って飛び込んだ)                                        | 18 августа 2015                                   |
| 8                                                 | I Took Lunch Duty «Kyūshoku Tōban o Shita» (給食当番をした)                                            | 25 августа 2015                                   |
| 9                                                 | We Looked at the Moon Together «Minna de Otsukimi o Shita» (みんなでお月見をした)                      | 1 сентября 2015                                   |
| 10                                                | I Practiced Really Hard «Sugoku Renshū shita» (すごく練習した)                                         | 8 сентября 2015                                   |
| 11                                                | I Became a Pampered Child «Amaenbō ni Natta» (甘えんぼうになった)                                      | 15 сентября 2015                                  |
| 12                                                | A Year Passed «Ichinen ga Tatta» (一年がたった)                                                        | 22 сентября 2015                                  |
| 13 (OVA)                                          | Hotaru Had Fun «Hotaru ga Tanoshinda» (蛍が楽しんだ)                                                   | 23 сентября 2016                                  |

| Список серий третьего сезона Non Non Biyori Nonstop | Список серий третьего сезона Non Non Biyori Nonstop | Список серий третьего сезона Non Non Biyori Nonstop | Список серий третьего сезона Non Non Biyori Nonstop | Список серий третьего сезона Non Non Biyori Nonstop |
| № серии                                             | Название | Режиссёр                                            | Сценарист                                           | Трансляция в Японии                                 |
| --------------------------------------------------- | --- | --------------------------------------------------- | --------------------------------------------------- | --------------------------------------------------- |
| 0                                                   | Just Before the Start! Let's Review Together!! «Sutāto Chokuzen! Minna de Issho ni Osarai Suru no!!» (スタート直前！みんなでいっしょにおさらいするのん！！) | N/A                                                 | N/A                                                 | 4 января 2021                                       |
| 1                                                   | I Played the Frog Song «Kaeru no Uta o Fuita» (カエルの歌を吹いた)                                                                                          | Кэнто Синтани                                       | Рэйко Ёсида                                         | 11 января 2021                                      |
| 2                                                   | Hotaru Was Really Mature? «Hotaru ga Otonappokatta?» (蛍が大人っぽかった？)                                                                                 | Юсукэ Томита                                        | Рэйко Ёсида                                         | 18 января 2021                                      |
| 3                                                   | We Were Always Like This «Mukashi Kara Kōdatta» (昔からこうだった)                                                                                          | Кэнто Синтани                                       | Фумихико Симо                                       | 25 января 2021                                      |
| 4                                                   | I Turned Into Santa to Deliver Tomatoes «Tomato o Todokeru Santa ni Natta» (トマトを届けるサンタになった)                                                   | Дзюн Фукута                                         | Рэйко Ёсида                                         | 1 февраля 2021                                      |
| 5                                                   | I Made Something Incredible «Monosugoi Mono o Tsukutta» (ものすごいものを作った)                                                                            | Ясуфуми Соэдзима                                    | Юка Ямада                                           | 8 февраля 2021                                      |
| 6                                                   | We All Went Camping Together «Minna de Kyanpu ni Itta» (みんなでキャンプに行った)                                                                           | Дзюнъя Косиба                                       | Фумихико Симо                                       | 15 февраля 2021                                     |
| 7                                                   | It Was a Thrilling Autumn «Harahara Suru Aki Datta» (ハラハラする秋だった)                                                                                  | Цутому Ябуки                                        | Юка Ямада                                           | 22 февраля 2021                                     |
| 8                                                   | My Senpai Had Entrance Exams Coming Up «Senpai wa Mōsugu Juken Datta» (先輩はもうすぐ受験だった)                                                            | Кэнто Синтани                                       | Фукуро Камидза                                      | 1 марта 2021                                        |
| 9                                                   | We Made Tasty Food «Oishii Gohan o Tsukutta» (おいしいごはんを作った)                                                                                       | Юки Инаба                                           | Фукуро Камидза                                      | 8 марта 2021                                        |
| 10                                                  | It Got Cold and Then Hot «Samuku Nattari Attakaku Nattari Shita» (寒くなったりあったかくなったりした)                                                       | Дзюн Фукута                                         | Рэйко Ёсида                                         | 15 марта 2021                                       |
| 11                                                  | I Got Drunk and Remembered «Yopparatte Omoidashita» (酔っぱらって思い出した)                                                                                | Дзюнъя Косиба                                       | Рэйко Ёсида                                         | 22 марта 2021                                       |
| 12                                                  | The Cherry Blossoms Bloomed Again «Mata Sakura ga Saita» (また桜が咲いた)                                                                                   | Кэнто Синтани                                       | Рэйко Ёсида                                         | 29 марта 2021                                       |
| 13 (OVA)                                            | Our Club Worked Hard «Bukatsu wo Ganbatta» (部活をがんばった)                                                                                               | Синъя Кавацура                                      | Атто                                                | 23 марта 2022                                       |

### Саундтрек
1 сезон
Начальная тема: «Nanairo Biyori» (яп. 「なないろびより」 Нанаиро биёри)
Музыка и текст: Кимико
Исполнитель: nano.RIPE
Завершающая тема: «Non Non Biyori» (яп. 「のんのん日和」 Нон нон биёри)
Текст: ZAQ
Аранжировка: Акито Мацуда
Вокал: Котори Коиваи, Риэ Муракава, Аянэ Сакура, Кана Асуми
2 сезон
Начальная тема: «Kodama Kotodama» (яп. 「こだまことだま」 Кодама котодама)
Музыка и текст: Кимико
Исполнитель: nano.RIPE
Завершающая тема: «Okaeri» (яп. 「おかえり」 О-каэри)
Текст: ZAQ
Аранжировка: Акито Мацуда
Вокал: Котори Коиваи, Риэ Муракава, Аянэ Сакура, Кана Асуми

## Критика
Non Non Biyori — это история о буднях сельской глубинки. В ней есть место юмору, но он построен не на высмеивании деревенской жизни, а на сухих замечаниях о них, заставляющих зрителя соглашаться с ними. Сюжет произведения развивается медленно и неспешно. Настолько, что кадры аниме скорее можно назвать не анимацией, а иллюстрациями. Пейзажи прорисованы с особым старанием и даже здание школы и проходящая мимо корова проработаны до мельчайших деталей. В то же время дизайн персонажей довольно прост. Характеры персонажей и их поведение переданы реалистично, в произведении практически нет фансервиса, в отличие от типичных аниме о школьницах.